# アンダーソンフレイザー
アンダーソン フレイザー（英語名：Fraser Anderson（フレイザー・アンダーソン）、1984年4月20日 - ）は、日本のラグビー選手。

## プロフィール
- ニュージーランド・オークランド出身。
- ポジションはセンター(CTB)。
- 身長 193cm、体重 101kg
- ニックネームはフレイ。
- トンガ代表に選ばれたことがある[1]。

## 来歴
4歳からラグビーを始めた。
チャーチ高校、ブリスベン・ブロンコーズ、トウーンバ、クラナラ・シャークスを経て、2009年、神戸製鋼コベルコスティーラーズ(現・コベルコ神戸製鋼スティーラーズ)に加入。同年9月5日に行われたジャパンラグビートップリーグ第1節のサントリーサンゴリアス戦に先発出場で日本での公式戦初出場を果たす。
2022年、コベルコ神戸スティーラーズを退団した。

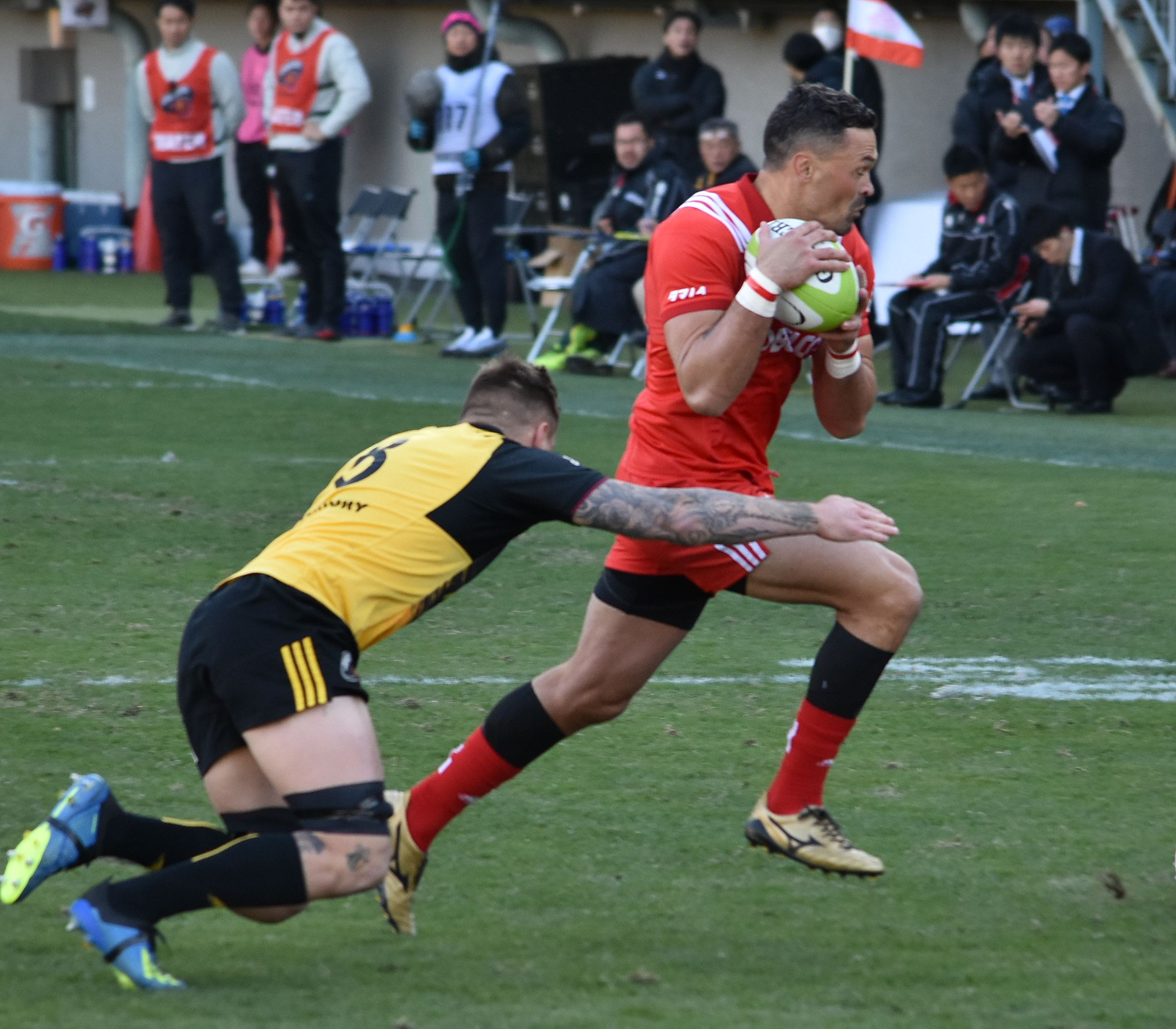
第56回日本ラグビーフットボール選手権大会兼トップリーグ総合順位決定トーナメント決勝（2018年12月15日撮影）
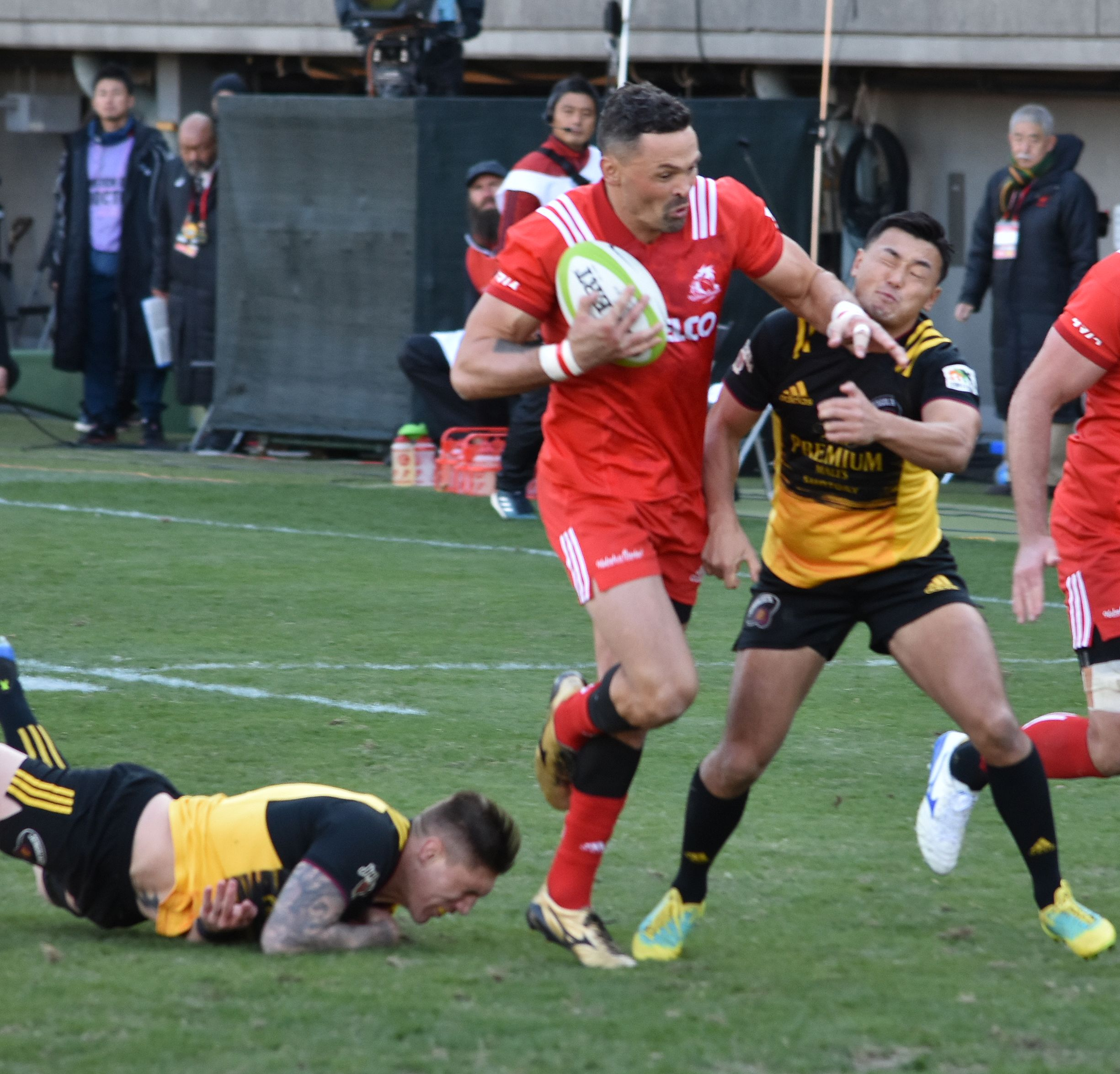
同左（2018年12月15日撮影）
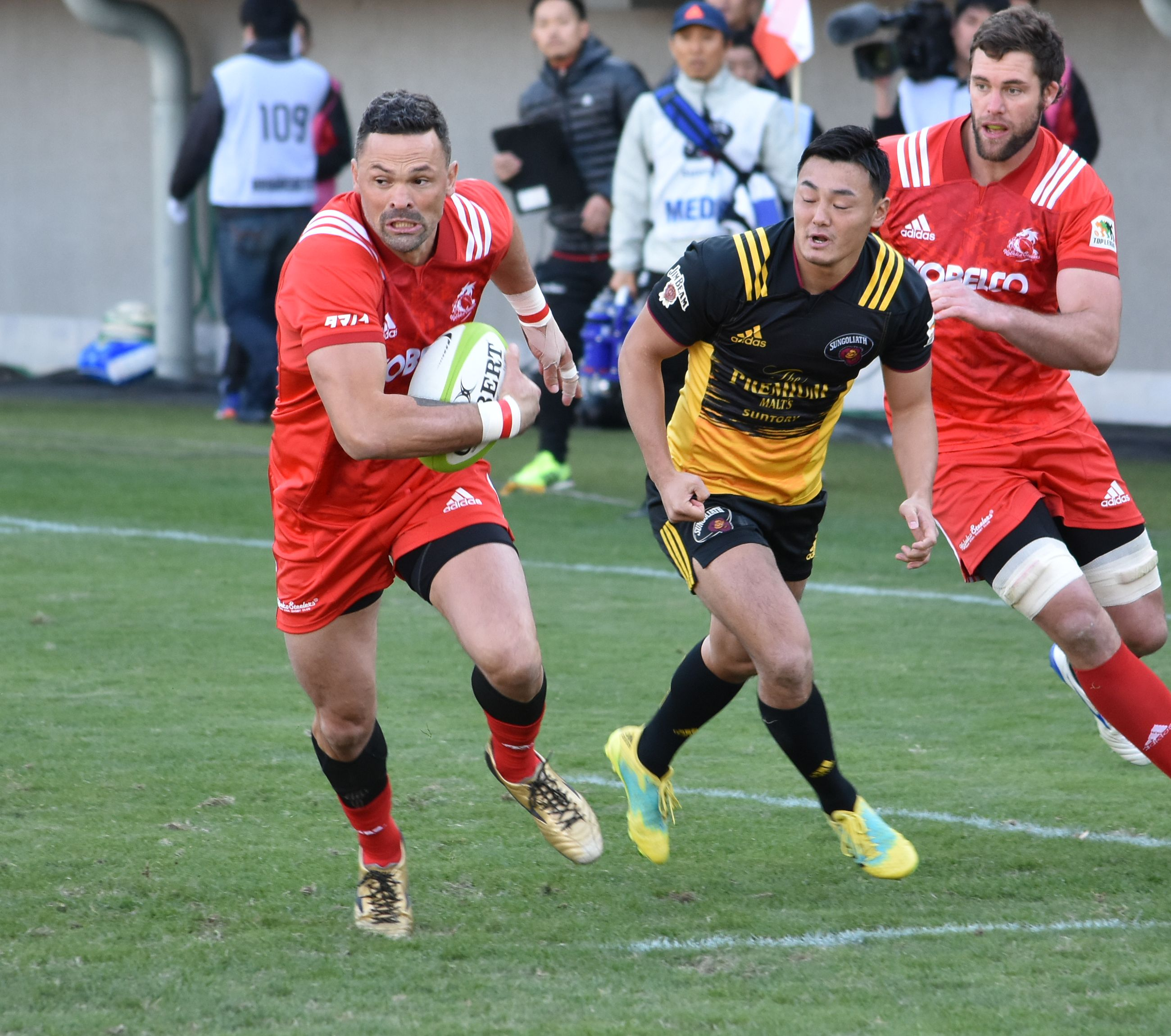
同左（2018年12月15日撮影）
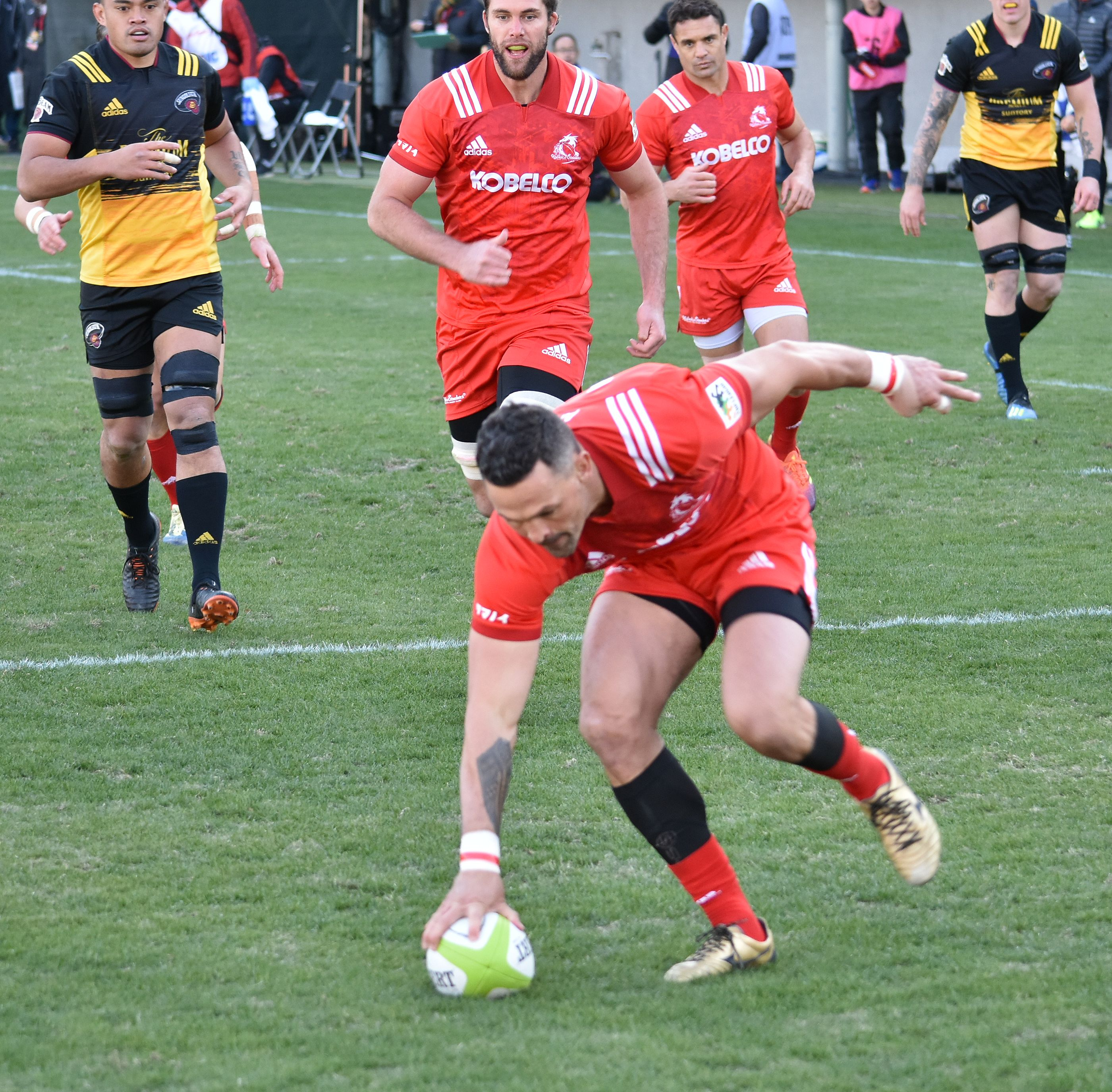
同左（2018年12月15日撮影）
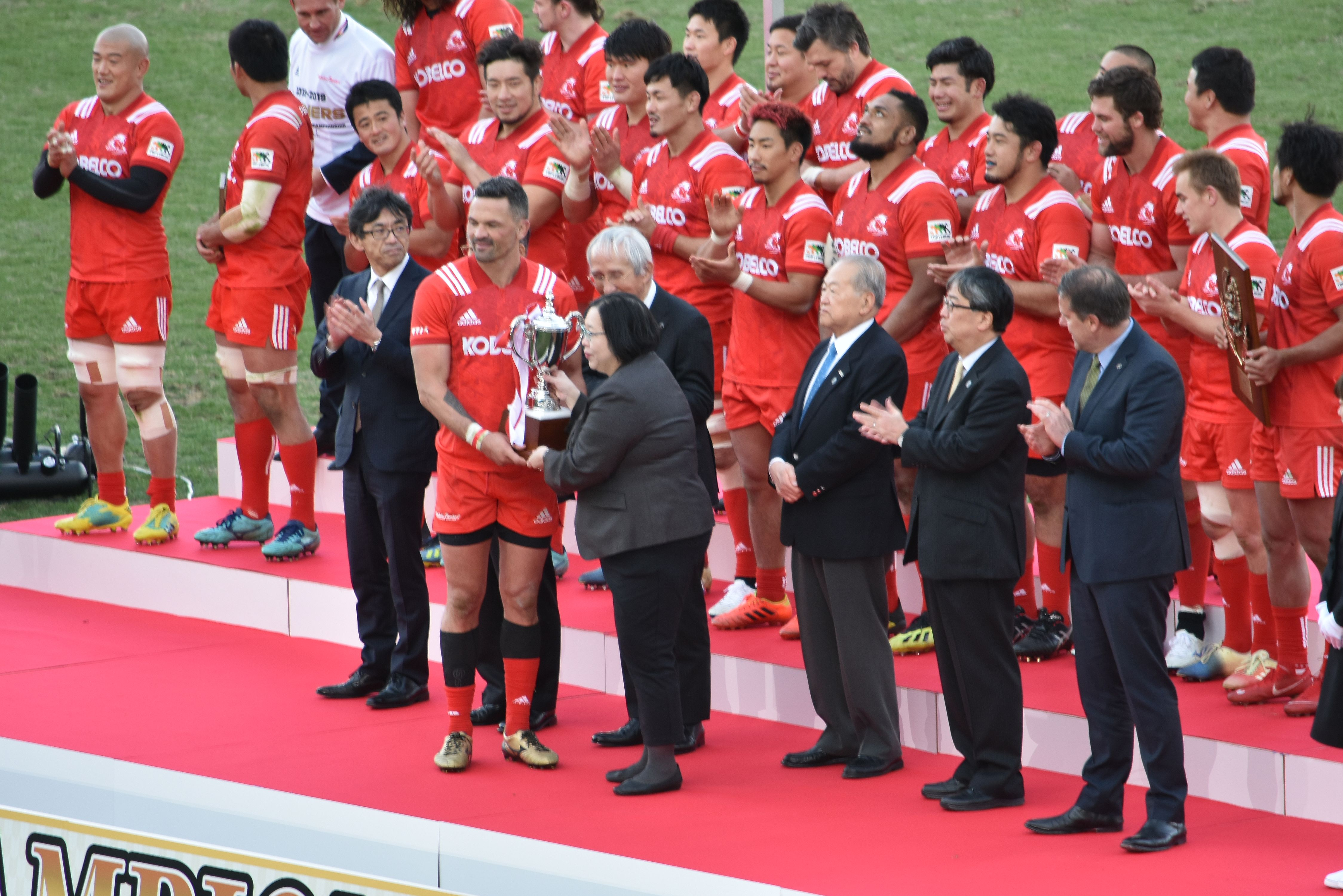
同左（2018年12月15日撮影）